# 마이크로소프트 오피스 2003
마이크로소프트 오피스 2003(Microsoft Office 2003)은 마이크로소프트의 오피스 제품군 소프트웨어로, 2003년 10월 21일에 출시되었다. 이 버전은 오피스 XP의 다음 버전이었으며, 오피스 2007의 전 버전이었다. 2014년 4월 8일에 윈도우 XP, 인터넷 익스플로러 7, 8과 동시에 확장 지원이 종료되었다.

## 개요
마이크로소프트 오피스 2003은 새로운 오피스 로고를 가지고 있었고, 인포패스 및 원노트라는 새로운 프로그램을 가지고 있었다. 오피스 2003은 윈도우 XP 스타일의 아이콘과 색상을 가진 첫 버전이다.

## 기능
오피스 워드, 엑셀, 파워포인트 및 액세스 등의 주요 프로그램은 약간의 기능 향상만 있었다. 오피스 아웃룩 2003은 정크 메일함을 강화했고, 그래픽 테이블과 펜 지원도 추가되었다. 액세스 2003은 백업 기능이 추가되었다. 프론트페이지 2003은 어도비 플래시 지원 등이 추가되었다. 또한 오피스 픽처 매니저라는 사진 관리자도 추가했다.
오피스 2003은 서비스팩 3 업데이트를 통해 윈도우 비스타 이후의 호환성 문제를 해결했다. 오피스 2003은 2020년 5월까지 지원된다.

## 프로그램
- 워드 2003
- 엑셀 2003
- 파워포인트 2003
- 아웃룩 2003 / 비즈니스 컨택트 매니저 포함 아웃룩
- 액세스 2003
- 퍼블리셔 2003
- 인포패스 2003
- 프로젝트 2003
- 비지오 2003
- 프론트페이지 2003
- 원노트 2003

## 에디션
| 오피스 프로그램 | 베이직 2003 | 스튜던트 앤 티처 2003 | 스탠다드 2003 | 스몰 비즈니스 2003          | 프로페셔널 2003             | 프로페셔널 엔터프라이즈 2003 |
| --------------- | ----------- | --------------------- | ------------- | --------------------------- | --------------------------- | ---------------------------- |
| 워드            | 포함        | 포함                  | 포함          | 포함                        | 포함                        | 포함                         |
| 엑셀            | 포함        | 포함                  | 포함          | 포함                        | 포함                        | 포함                         |
| 아웃룩          | 포함        | 포함                  | 포함          | 비즈니스 컨택트 매니저 포함 | 비즈니스 컨택트 매니저 포함 | 비즈니스 컨택트 매니저 포함  |
| 파워포인트      | 미포함      | 포함                  | 포함          | 포함                        | 포함                        | 포함                         |
| 퍼블리셔        | 미포함      | 미포함                | 미포함        | 포함                        | 포함                        | 포함                         |
| 엑세스          | 미포함      | 미포함                | 미포함        | 미포함                      | 포함                        | 포함                         |
| 인포패스        | 미포함      | 미포함                | 미포함        | 미포함                      | 미포함                      | 포함                         |

- 원노트, 프론트페이지, 비지오와 프로젝트는 오피스 2003의 어느 에디션에도 포함되지 않고 개별적으로 판매된다.
- 베이직 2003: OEM 전용
- 스튜던트 앤 티처 2003: 대학생 할인 가능
- 프로페셔널 엔터프라이즈: 볼륨 라이선스 전용

## 같이 보기
- 오피스 제품군 비교
- 윈도우 음성 인식

## 참조
1. ↑  “How to check the version of Office 2003 products”. Microsoft. 2012년 12월 13일에 확인함.
2. ↑  “Office 2003 Frequently Asked Questions”. 2009년 8월 7일에 원본 문서에서 보존된 문서. 2009년 8월 13일에 확인함.